# 亚斯贝雷尼区
亚斯贝雷尼区（匈牙利語：Jászberényi járás），是匈牙利亞斯-瑙吉孔-索爾諾克州的一个区，总面积617.01平方公里，总人口51,274人（2011年），人口密度83人/平方公里。中心城市为亚斯贝雷尼。

## 市镇
亚斯贝雷尼区包含3个城镇和6个村庄。